# Landtagswahl im Trentino 1960
Die Landtagswahl im Trentino 1960 fand am 6. November als Wahl zum Regionalrat Trentino-Südtirol statt. Gewählt wurden die 26 Mitglieder des Trentiner Landtags.
Am selben Tag fand auch die Wahl zum Südtiroler Landtag statt.

## Ergebnis
| Listen                                    | Listen                                  | Stimmen | %    | Mandate |
| ----------------------------------------- | --------------------------------------- | ------- | ---- | ------- |
|                                           | Democrazia Cristiana                    | 150.663 | 64,2 | 17      |
|                                           | Partito Socialista Italiano             | 29.697  | 12,7 | 3       |
|                                           | Partito Socialista Democratico Italiano | 16.411  | 7,0  | 2       |
|                                           | Partito Comunista Italiano              | 12.869  | 5,5  | 1       |
|                                           | Partito Liberale Italiano               | 8.329   | 3,6  | 1       |
|                                           | Partito Popolare Trentino Tirolese      | 9.008   | 3,8  | 1       |
|                                           | Movimento Sociale Italiano              | 6.282   | 2,7  | 1       |
|                                           | Partito Repubblicano Italiano           | 1.282   | 0,5  | –       |
| Gesamt                                    | Gesamt                                  | 234.541 | 100  | 26      |
|                                           |                                         |         |      |         |
| Quelle: Autonome Region Trentino-Südtirol |                                         |         |      |         |